# Electròfor

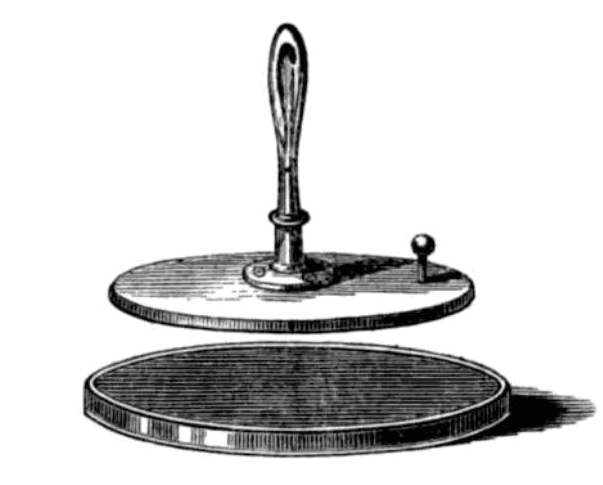
Electròfor del.

Un electròfor és un senzill condensador manual usat per produir càrrega electroestàtica a través del procés de la inducció electroestàtica. És un generador d'electricitat estàtica del tipus capacitatiu. El seu nom prové del grec i significa portador d'electricitat. L'any 1762 se'n va inventar una primera versió a càrrec de Johan Carl Wilcke, però Alessandro Volta li va donar el nom d'electròfor i va millorar i popularitzar l'aparell el 1775, i de vegades s'atribueix a ell de forma errònia la invenció.

## Descripció i funcionament
L'electròfor consta d'una placa dielèctrica (originàriament un turtó de material resinós, però en les versions modernes es fa servir el plàstic) i una placa de metall amb un mànec aïllant. La placa elècrica es carrega primera través de l'efecte triboelèctric fregant-la amb cuir o roba. La placa metàl·lica aleshores es posa dins la placa dielèctrica. El camp electroestàtic de la càrrega dielèctrica causa que se separi la placa metàl·lica. Es desenvolupen dues zones de càrrega (la positiva i la negativa) mentre que en conjunt la placa roman elèctricament neutra. Aleshores la cara superior si es fa connexió a terra per exemple tocant-la amb un dit, deixa anar la càrrega negativa. Finalment la placa metàl·lica, que ara només porta un signe de càrrega (positiva en el nostre exemple), s'aixeca.